# Gerhard I. (Jülich)
Gerhard I. von Jülich war der erste nachweisbare  Graf von Jülich. Er tat zwischen den 1080er Jahren und 1115 urkundlich in Erscheinung.